# Fort Ebey State Park
Der Fort Ebey State Park ist ein 261 Hektar großer State Park im US-Bundesstaat Washington.

## Anlage
Der State Park liegt auf der Insel Whidbey Island drei Kilometer nördlich von Coupeville und zwölf Kilometer südlich von Oak Harbour im Island County. Der Park verfügt über einen Campingplatz mit 39 Stellplätzen. Der Park umfasst fünf Kilometer Küstenlinie zur Juan-de-Fuca-Straße, im Park liegt ein Süßwassersee, mehrere Kilometer Fahrrad- und Wanderwege sowie des Reste des US-Küstenforts Fort Ebey.

## Geschichte
Fort Ebey wurde 1942 als Küstenbefestigung zur Verstärkung von Fort Casey gebaut. Benannt wurde das Fort nach Isaac Ebey, einem Offizier, der 1857 auf Whidbey Island von Indianern ermordet wurde. Die Bewaffnung des Forts bestand aus zwei 15,2-cm-Geschützen. 1946 wurde das Fort aufgegeben. Die Geschütze wurden demontiert, die Betonfundamente der Geschützstellungen sind noch erhalten. Das Gelände des State Parks wurde ab 1965 in drei Abschnitten von der Bundesregierung erworben, seit 1991 umfasst es 261 Hektar. Der State Park wurde im Februar 1981 eröffnet.